# Leo Breuer
Pour les articles homonymes, voir Breuer (homonymie).
Leo Breuer (21 septembre 1893 à Bonn, Allemagne – 14 mars 1975 à Bonn RFA) est un peintre, dessinateur et illustrateur allemand ayant travaillé en France à Paris.

## Biographie
Il est le fils ainé de Josef Breuer (1858-1932 ) et Katharina (1870 - 1937), sa mère est catholique et son père juif . Après avoir fait ses études à l'école des Beaux-arts de Cologne. Mobilisé, il est envoyé sur le front russe en 1915 où il est fait prisonnier. De retour, il poursuit ses études à Cassel après la première guerre mondiale, où il devient l'assistant du peintre Willi Stocke. En 1924, il épouse Hélène Esler. Après un voyage en Italie, il visite Paris en 1925. De retour en Allemagne, il est peintre décorateur de théâtre à Düsseldorf dans les années 1930, dans un style réaliste et expressionniste. Il appartient à l'époque à la "Neue Sachlichkeit". Il s'établit à Berlin, il enseigne et expose à la Galerie Gurlitt en mai 1933, avant de fuir le nazisme en 1934 pour la Hollande, puis la Belgique.
En mai 1940, il est arrêté par les autorités françaises et envoyé au camp de Saint Cyprien, où il attrape le typhus. Rétabli il est interné au camp de Gurs. Membre d'une association d'entraide catholique, il réussit à peindre la vie dans le camp. Relâché en 1941, il vit alors caché à Chansaye près de Lyon sous le pseudonyme de Léon Brun, jusqu'à la libération avec plusieurs prisonniers politiques et juifs cachés avec lui . C'est dans ces conditions des plus difficiles qu'il rencontre sa seconde femme la sculptrice Annie Wartenberg (1915-1995) qu'il épouse en 1949. Après la seconde guerre mondiale, ils s'établissent à Paris en mars 1945 et il devient un peintre abstrait fortement influencé par Auguste Herbin.
Il reste à Paris jusqu'en 1970, puis revient à Bonn où il meurt le 14 mars 1975.

## Son œuvre
Son œuvre de jeunesse est réaliste marquée par une forme de post-impressionniste qui évolue vers une forme de constructivisme. Puis à la suite de sa rencontre avec Auguste Herbin, il se tourne vers l'abstraction entre objets et couleurs. Il est alors en contact avec le peintre Hans Hartung et le critique Michel Seuphor. Il participe à la création du Salon des réalités nouvelles en 1946 où il expose  tous les ans, jusqu'à sa mort en 1975, et dont il est l'archiviste à partir de 1955.
En 1961, il s'affile au groupe Mesure emmené par Georges Folmer, son œuvre s'apparente de plus en plus à un art cinétique.
Il expose avec la galerie Colette Allendy, puis à la galerie Hautefeuille à Paris.
Une rétrospective de son œuvre a lieu au musée du Land Rhénan en 1973.
Deux commandes publiques pour des écoles à Seiches-sur-Loire et à Montagne-sur-Loire en 1974 et 1975.
Une exposition-rétrospective a lieu en 1982 au musée de Pontoise et de Cholet puis une grande rétrospective à Heidelberg en 1992.

## Le prix de mécénat Leo Breuer
Le prix de mécénat Leo Breuer est un prix international de mécénat pour les artistes, actuellement doté de 5 000 euros par le Landschaftsverband Rheinland (association régionale de Rhénanie), qui est annoncé et décerné par le Rheinisches Landesmuseum Bonn en mémoire du peintre, dessinateur et sculpteur allemand Leo Breuer, tous les deux ans (à une exception près).
L'important travail tardif de Leo Breuer se caractérise par une pensée constructiviste-systématique cohérente. Dans cet esprit, le prix Leo Breuer est décerné à des artistes contemporains dont les œuvres sont engagées dans un langage formel constructif-géométrique et une approche systématique.

### Les précédents lauréats
- 1999: Andreas Kaiser
- 2001: Ralf Brück
- 2003: Toshifumi Hirose
- 2006: Regine Schumann
- 2008: Ulrich Wagner
- 2010: Carsten Gliese
- 2010: Dorothee Joachim
- 2014: Lutz Frisch
- 2016: Şakir Gökçebağ
- 2018: Rita Rohlfing
- 2020: Denise Winter

## Collections publiques
- Bibliothèque Kandinsky - Musée d'Art moderne - Centre Pompidou
- Yad Vashem Art Museum